# Yazid ibn Abi-Múslim ath-Thaqafí
Yazid ibn Abi-Múslim ath-Thaqafí (àrab: يزيد بن أبي مسلم الثقفي, Yazīd b. Abī Muslim aṯ-Ṯaqafī) o Abu-l-Alà Yazid ibn Dínar ath-Thaqafí (àrab: أبو العلاء يزيد بن دينار الثقفي, Abū l-ʿUlāʾ Yazīd b. Dīnār aṯ-Ṯaqafī) fou un valí omeia d'Ifríqiya.
Era un mawla, no per alliberament sinó per conversió, dels Thaqif, i germà de llet del general al-Hajjaj, del qual després fou secretari. Després es va encarregar dels impostos de l'Iraq a la mort del seu senyor (714) però al pujar al tron Sulayman fou deposat i empresonat. Era conegut per la seva crueltat, que era tan evident que el califa Úmar ibn Abd-al-Aziz va preferir deixar-lo a presó i finalment, quan es va voler unir a una campanya militar d'estiu, no el va acceptar i el va enviar a casa. Yazid II el va nomenar (720) com a governador d'Ifríqiya al lloc d'Ismaïl ibn Ubayd-Al·lah ibn Abi-l-Muhàjir al-Makhzumí però al cap de poc temps fou assassinat, no se sap si fou perquè va marcar al ferro roent els guàrdies amazics o per haver adoptat la política iniciada a l'Iraq de restabliment de la jizya per als mawles. Sembla que l'autor del crim fou un kharigita. El va succeir Muhàmmad ibn Aws al-Ansarí.